# Polevoi (Krasnodar)
|  | Per a altres significats, vegeu «Polevoi». |

Polevoi - Полевой (rus) és un possiólok del krai de Krasnodar, a Rússia. Es troba a les terres baixes de Kuban-Azov, a la vora del riu Atamanka, a 12 km a l'est de Tikhoretsk i a 128 km al nord-est de Krasnodar.
Pertany al possiólok de Parkovi.